# Paradoks Ehrenfesta
Paradoks Ehrenfesta – paradoks wynikający z zastosowania szczególnej teorii względności do obrotu rozciągłej bryły sztywnej np. dysku, sformułowany w 1909 przez Paula Ehrenfesta.

## Treść paradoksu
Ponieważ promień dysku jest zawsze prostopadły do obserwatora, w układzie laboratoryjnym nie powinien on zmieniać się podczas obrotu. Punkty na dysku, które definiują jego obwód, poruszają się natomiast względem obserwatora, dlatego obwód powinien być skrócony zgodnie ze wzorem Lorentza. Wynika stąd sprzeczność, ponieważ promień zawsze definiuje obwód.
Może zostać wyjaśniony tylko w ramach ogólnej teorii względności, ponieważ w szczególnej teorii względności nie istnieją nieograniczonej rozciągłości bryły sztywne i obracające się układy współrzędnych.